# Niambia buddelundi
Niambia buddelundi là một loài chân đều trong họ Platyarthridae. Loài này được Barnard miêu tả khoa học năm 1949.